# La Viguería
La Viguería är en ort i Mexiko.   Den ligger i kommunen Pénjamo och delstaten Guanajuato, i den centrala delen av landet, 300 km väster om huvudstaden Mexico City. La Viguería ligger 1 714 meter över havet och antalet invånare är 123.
Terrängen runt La Viguería är kuperad åt nordost, men åt sydväst är den platt. La Viguería ligger nere i en dal. Runt La Viguería är det ganska tätbefolkat, med 104 invånare per kvadratkilometer. Närmaste större samhälle är La Piedad Cavadas, 17,3 km söder om La Viguería. I omgivningarna runt La Viguería växer huvudsakligen savannskog.